# Peter Molnár (1944)
Peter Molnár (3. prosince 1944, Bratislava – 9. listopadu 2015, Bratislava) byl slovenský fotbalista, obránce a záložník.

## Fotbalová kariéra
V československé lize hrál za Slovan Bratislava a Tatran Prešov. Nastoupil ve 132 utkáních a dal 2 góly. Dorostenecký mistr Československa 1961. V Poháru vítězů pohárů nastoupil v 5 utkáních. Za juniorskou reprezentaci nastoupil v 1 utkání.

## Ligová bilance
| Ročník                                   | Zápasy | Góly | Klub              |
| ---------------------------------------- | ------ | ---- | ----------------- |
| 1. československá fotbalová liga 1963/64 | 20     | 1    | Slovan Bratislava |
| 1. československá fotbalová liga 1964/65 | 10     | 1    | Slovan Bratislava |
| 1. československá fotbalová liga 1969/70 | 16     | 0    | Tatran Prešov     |
| 1. československá fotbalová liga 1970/71 | 29     | 0    | Tatran Prešov     |
| 1. československá fotbalová liga 1971/72 | 26     | 0    | Tatran Prešov     |
| 1. československá fotbalová liga 1972/73 | 24     | 0    | Tatran Prešov     |
| 1. československá fotbalová liga 1973/74 | 11     | 0    | Tatran Prešov     |
| CELKEM                                   | 136    | 2    |                   |